# Конвенція про заборону військового або будь-якого іншого ворожого використання засобів впливу на природне середовище
Конве́нція про заборо́ну військо́во́го або́ будь-яко́го і́ншого воро́жого використа́ння за́собів впливу́ на приро́дне середо́вище (неофіційно Конве́нція про вплѝв на довкі́лля) — один з основних документів ООН, що забороняють його учасникам військове або будь-яке інше вороже використання засобів впливу на навколишнє середовище шляхом навмисного керування природними процесами для зміни динаміки, складу і структури Землі, включно з її біотою, літосферою, гідросферою, атмосферою або космічним простором.

## Історія появи і суть
Розробку конвенції запущено з ініціативи СРСР, до підписання її відкрито 18 травня 1977, а чинності вона набула 5 жовтня 1978 року. За даними на середину 1997 року її учасниками стали 58 держав.
В рамках укладеної домовленості учасниці зобов'язуються співпрацювати в процесах обміну науково-технічною інформацією про роботи в галузі творчого впливу на природу і мирного використання навколишнього середовища. Конвенція не чинить перешкод впливу на природні процеси з творчою метою, проте вона передбачає низку суворих заходів щодо забезпечення жорсткого дотримання її положень усіма державами-учасницями. За наявності інформації про порушення положень Конвенції будь-яка держава має право звернутися зі скаргою прямо в Раду Безпеки ООН. Крім цього, будь-яка країна-учасниця має право направити Генеральному секретарю ООН офіційний запит про скликання Консультативного комітету експертів, який має зібратися не пізніше, ніж через місяць для з'ясування та оцінення фактичних обставин сумнівних явищ у навколишньому середовищі.
Термін дії угод Конвенції не обмежений, вона є відкритим документом, тобто кожна держава має право в будь-який час самостійно до неї приєднатися. Її текст складається з преамбули, десяти статей і Додатку.

## Додаткова література
- Сборник действующих договоров, соглашений и конвенций, заключённых СССР с иностранными государствами. — Москва : Вып. 34, 1980. — С. 437-440.
- Рогозин Д. Конвенция о запрещении военного или любого иного враждебного использования средств воздействия на природную среду. Словарь-справочник «Война и мир в терминах и определениях» (рос.). Информационный сайт voina-i-mir.ru. Архів оригіналу за 18 жовтня 2016. Процитовано 15 жовтня 2016.